# Бойова стійка

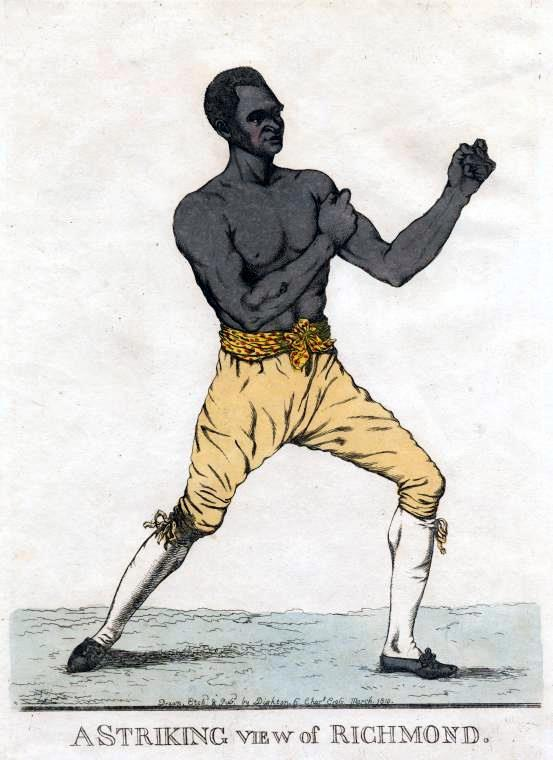
Бойова стійка.

Бойова стійка — це поза бійця; розташування тіла бійця певним, необхідним для здійснення оборони чи наступу, чином. Бойова стійка використовується для виконання і ударних технік, і технік боротьби, а її форма залежить від конкретної технічної дії, а також від моторних особливостей бійця.
Бойова стійка є невід'ємним елементом бойових мистецтв, незалежно від стилю, техніки та прийомів. Необхідність у бойовій стійці зумовлена потребою бійця в зручному і ефективному стартовому положенні для здійснення атаки, захисту, чи іншого маневру. Особливості стійки визначаються манерою ведення бою, технічними завданнями, а також станом бійця. Стійка може змінюватись в різноманітних бойових ситуаціях.

## Основні типи бойових стійок
Залежно від типу виконуваної дії боєць може приймати високу, середню або низьку стійку. Корпус бійця може розташовуватись перпендикулярно або паралельно до лінії атаки. У найпоширеніших видах бойових стійок кінцівки бійця зазвичай розташовані таким чином, що одна з рук і одна з ніг знаходяться ближче до суперника (таку кінцівку називають ближньою або передньою), а друга рука і друга нога є віддаленими від суперника (таку кінцівку називають дальньою або задньою). Відповідно до цієї ознаки стійки поділяються на лівобічні, правобічні й фронтальні, а також на однойменні і різнойменні.
- Лівобічна стійка — стійка, в якій ліва нога і ліве плече бійця є ближніми до суперника. Як правило, боєць, який використовує таку стійку — правша.
- Правобічна стійка — стійка, в якій права нога і праве плече бійця є ближніми до суперника. Як правило, боєць, який використовує таку стійку — шульга.
- Фронтальна стійка — стійка, в якій ноги бійця розташовані на одній лінії, паралельно одна одній.
- Однойменна стійка — стійка, в якій у обох бійців ближня до суперника нога є однаково лівою, чи однаково правою.
- Різнойменна стійка — стійка, в якій у одного бійця ближня до суперника нога є лівою, а у другого — правою, чи навпаки.